# Nils Gunder Hansen
Nils Gunder Hansen – profesor literatury duńskiej na Uniwersytecie Południowej Danii.

## Życiorys
Jest profesorem analizy tekstu i kultury na Wydziale Studiów Kulturowych Uniwersytetu Południowej Danii (dun. Syddansk Universitet) w Odense. Doktoryzował się na Uniwersytecie Kopenhaskim. Część swojej kariery spędził poza uczelnią jako redaktor i dziennikarz w Berlingske Tidende i Kristeligt Dagblad (w tym drugim czasopiśmie jako recenzent i felietonista). 
Wśród jego zainteresowań badawczych znajdują się etyczna krytyka literacka oraz najnowsza duńska historia społeczna i ideologiczna. Zajmuje się też teorią narracji, m.in. kwestią postaci literackich, fenomenologią Romana Ingardena, teorią fikcji Käte Hamburger oraz związkami między etyką, a fikcją narracyjną (Paul Ricoeur, Martha Nussbaum, James D. Phelan). Interesuje go także powojenna literatura duńska i jej współgranie z kształtowaniem się państwa opiekuńczego oraz wpływ etycznych eksploracji dzieł fikcyjnych na mentalność mieszkańców państwa opiekuńczego.
W latach 2008–2010 był przewodniczącym Komitetu ds. Literatury przy Duńskiej Fundacji Sztuki.